# Debt agency
Una Debt agency o in italiano società di consulenza del debito  è una struttura specializzata nella consulenza ai soggetti indebitati , finalizzata all'assistenza nell'adempimento delle obbligazioni contratte, al superamento del fenomeno del sovraindebitamento, e più in generale all'educazione finanziaria della clientela. L'operatività è basata principalmente sul raggiungimento di accordi stragiudiziali con i creditori.

## Storia
L'attività delle debt agency (dette anche credit counseling agency) è molto conosciuta specialmente nei paesi anglosassoni/USA.
Le prime debt agency vennero create nel 1951 negli Stati Uniti, quando i principali enti eroganti il credito, crearono la "Fondazione Nazionale per il Credit Counseling", o NFCC. Secondo Patrick W. Boisclair,  presidente del consiglio di fondazione NFCC : "La NFCC inizialmente controllerà l'iter legislativo e normativo per le attività di credito al dettaglio" e "condurrà campagne di sensibilizzazione del pubblico sul credito". Il loro obiettivo dichiarato era promuovere l'alfabetizzazione e l'educazione finanziaria dei consumatori contribuendo ad evitare il fallimento, senza però svolgere funzione di recupero crediti. Le prime debt agency in franchising nacquero nel 1960, offrendo educazione e consulenza direttamente ai consumatori.
Nel 1993, venne fondata l'Association of Independent Consumer Credit Counseling Agencies, o AICCCA, sull'onda di un accresciuto bisogno di raggiungimento di uno standard industriale e di un'eccellenza etica. Nacque di fatto una competizione con la NFCC. L'AICCCA era formata da un gruppo di consulenti che teorizzavano la consulenza telefonica finalizzata alla redazione dei debt management programs . La NFCC fu, in un primo momento, fermamente opposta a questa metodologia operativa a distanza, preferendo, come soluzione più efficace, la consulenza faccia a faccia. Alla fine, tutte e due le organizzazioni praticarono entrambi i metodi, mentre alcune agenzie usarono grossi call center in inbound guidati da campagne pubblicitarie sui mass-media.
La più grande associazione di categoria degli Stati Uniti è l'American Association of Debt Management Organizations, o AADMO. Comunque, non tutte le debt agency fanno capo ad un'associazione di categoria, e non è requisito necessario per operare. Nel 2012 negli Stati Uniti vi erano più di mille debt agency operanti.
Nel 2005, dopo l'emissione del governo del Bankruptcy Abuse Prevention and Consumer Protection Act divenne obbligatorio negli Stati Uniti ricorrere ad una debt agency prima di poter aprire una pratica di fallimento personale. Al fine di soddisfare questo requisito, nel periodo di 180 giorni che prece il deposito di fallimento, il debitore deve compilare un programma con una debt agency no-profit. Tale programma può comprendere una sessione di consulenza per telefono o via Internet. Inoltre è necessario aderire ad un programma post - fallimento perché la pratica vada a buon fine e i debiti siano completamente rimessi.
Le debt agency sono servizi in crescita anche in Europa, sia per quanto riguarda i settori profit che il no-profit. In Gran Bretagna ha sede la più grande agenzia di consulenza no-profit d'Europa. 

## L'operatività
L'operatività classica delle debt agency è basata sui Piani di Gestione del Debito o DMP . Svariati sono i vantaggi che  scaturiscono dall'adesione ad un DMP:
- Consolidamento debiti, ossia la possibilità di inglobare due o più prestiti in un unico finanziamento, pagando in sostanza un unico debito con un'unica rata al mese.
- Riduzione del carico di interessi e spese da parte dei creditori. Negli USA un debitore in possesso di carte di credito o conti in default, paga interessi che si avvicinano ad un tasso del 30%. Tramite accordi fra i creditori principali e le debt agency questi si riducono spesso al 5-10%. Grazie a questi accordi i tempi di rientro dall'esposizione debitoria si riducono drasticamente, a tutto vantaggio del debitore, ma anche del creditore, che talora riesce a recuperare il credito vantato.
- "Cura" della credit history  del cliente. Effettuando una serie di pagamenti regolari, in linea con il DMP stilato, il cliente potra effettuare un percorso di uscita dall'esposizione debitoria, in equilibrio e senza drammi. Certamente l'adesione ad un DMP non cancella la posizione debitoria riportata dai credit bureau, ma è propedeutica al reinserimento del soggetto nel mercato del credito.
Ultimo vantaggio, ma non per importanza, è l'assistenza psicologica che viene fornita al debitore durante tutto il periodo in cui è cliente dell'agenzia. Non scordiamoci che talora gli effetti dello stress sui debitori sono drammatici, fino alle estreme conseguenze. Uno dei compiti delle debt agencies è cercare di gestire anche questo delicato aspetto della consulenza, fornendo ai loro clienti la forza per compiere il percorso necessario ad uscire dal debito.
Usualmente, le debt agency percepiscono un compenso mensile in provvigione percentuale sul pagamento effettuato dal cliente ai propri creditori. Esistono comunque debt agency no-profit e/o pubbliche che possono non percepire alcun compenso o percepirlo assai ridotto.